# Río Apón
El Apón es un río de Venezuela, en el estado de Zulia. Nace en la sierra de Perijá, recorre 150 kilómetros y desemboca en el lago de Maracaibo, cerca de Guano.9°50′30″N 72°7′0″O / 9.84167, -72.11667